# مسح حيوي

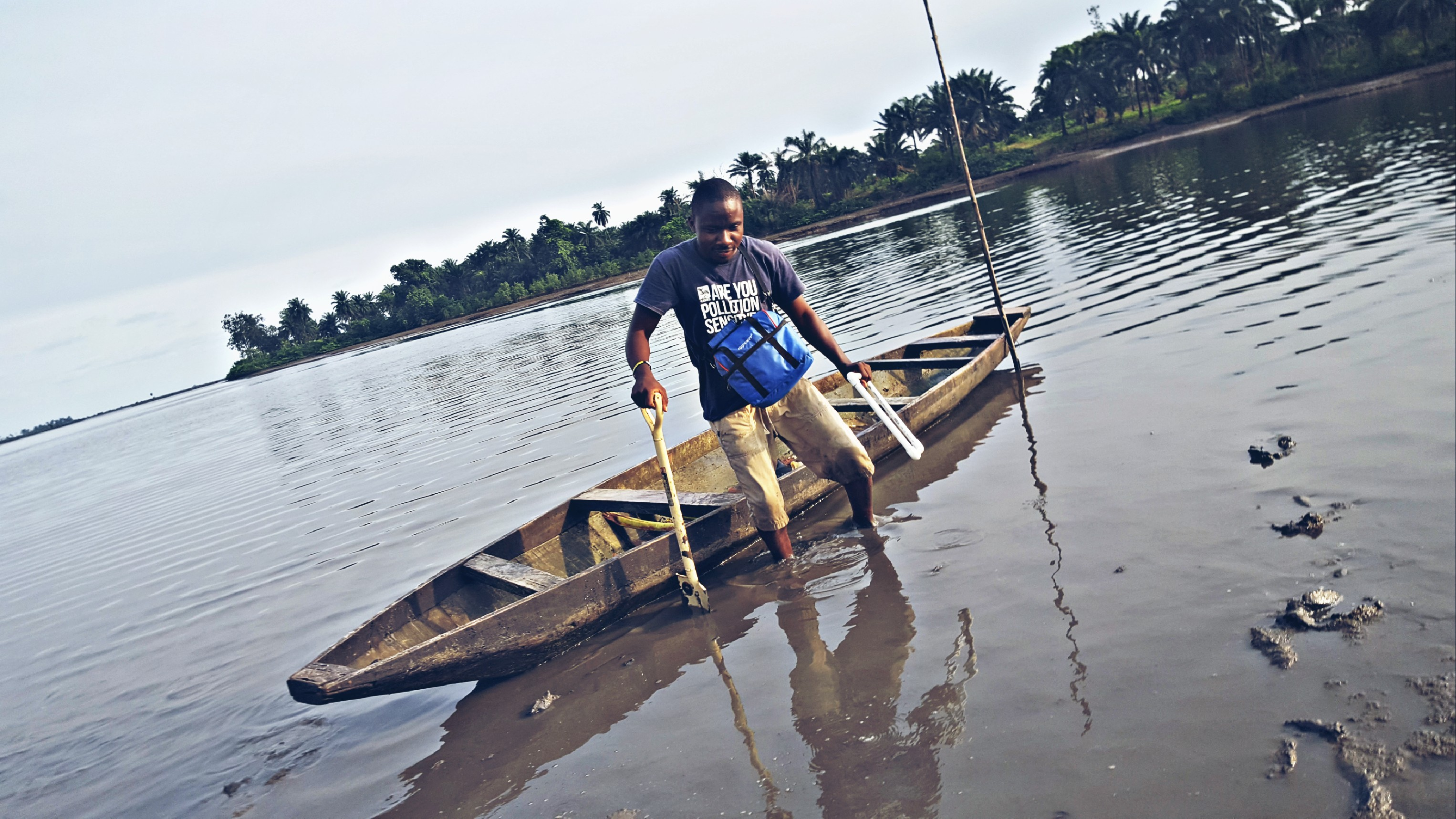

مسح حيوي مائي (بالإنجليزي: Aquatic biomonitoring) هو علم استنتاج العوامل البيئية للأنهار والبحيرات والأراضي الرطبة بواسطة دراسة الكائنات الحية التي تعيش في هذه البيئات , ويعد المسح الحيوي المائي أكثر أنواع المسح شيوعا وعن طريقه يمكن دراسة أي نظام بيئي .
يتم المسح الحيوي عادة بطريقتين :
•	التقييم الحيوي : يتم اختبار قدرة تكيف الكائنات الحية مع البيئة وبقائها على قيد الحياة أو العكس , وتعد الأسماك , الضفادع , براغيث الماء كائنات حية نموذجية لهذا الاختبار .
•	الاستقصاء الحيوي: يتم أخذ عينات من المجتمع بأكمله لمعرفة الأنواع التي ينتمي لها الكائنات وغالبا ماتتمركز هذه الإستقصاءات على اللافقاريات , الطحالب , النباتات المائية , الأسماك , البرمائيات, ونادرا يتم الاستقصاء عن الفقاريات كالزواحف , الطيور , الثدييات
يستخدم المسح الحيوي المائي منذ زمن طويل ضمن برامج المسح الحيوي, من خلاله لوحظ أن بعض أنواع الحشرات مثل ذبابة مايو , الرعاش , الذبابة الحجرية تنتشر في المياه المتدفقة غير الملوثة في أوروبا وأمريكا الشمالية بينما تعيش أنواع أخرى من الذباب والبراغيش في الأنهار الموجودة في مناطق التحضر , الحراجة , والزراعة , إضافة إلى ذلك لوحظ أن بعض أنواع الفقاريات تتأثر بتغير المناخ 

## وصلات خارجية
Biological Assessment of Water Quality – US EPA